# Richard Grenville, 2. hrabě Temple

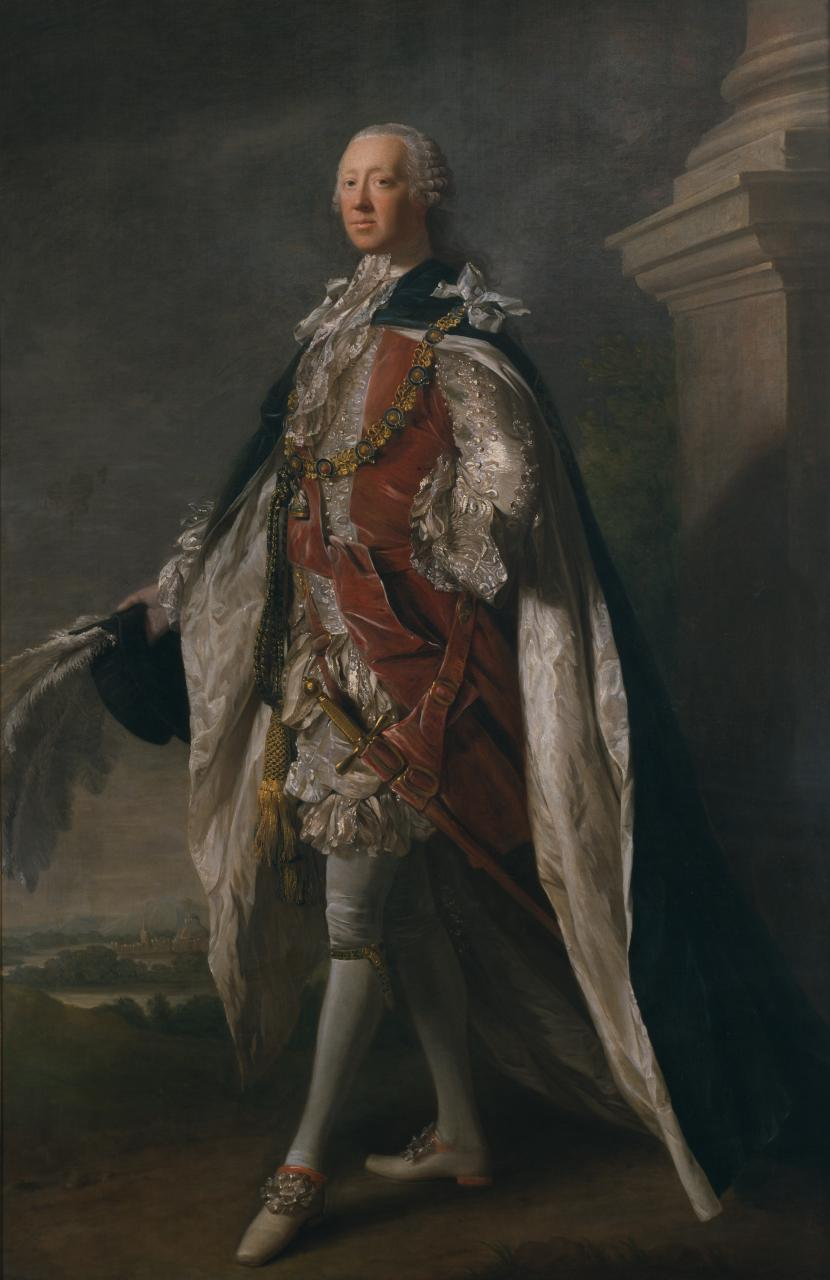
Richard Grenville, 2. hrabě Temple (1711–1779)

Richard Grenville, 2. hrabě Temple, 3. vikomt Cobham (Richard Temple-Grenville, 2nd Earl Temple, 3rd Viscount Cobham) (26. září 1711 Wotton House, Buckinghamshire, Anglie – 12. září 1779 Londýn) byl britský státník z rodu Grenvillů. Ve dvou funkcích byl členem britské vlády, proslul především nákladnými úpravami rodového sídla Stowe House. Jeho mladším bratrem byl britský premiér Sir George Grenville.

## Politická kariéra
Byl synem poslance Richarda Grenvilla (1678–1727) a jeho manželky Hester Temple (1690–1752), sestry a dědičky polního maršála 1. vikomta Cobhama. Studoval v Etonu a v letech 1729–1733 podnikl kavalírskou cestu po Francii, Itálii a Švýcarsku. Po návratu byl zvolen do Dolní sněmovny (1734), kde spolu s W. Pittem starším patřil k vnitrostranické opozici proti premiéru R. Walpolovi. V roce 1752 po matce zdědil titul hraběte z Temple a přešel do Sněmovny lordů, zároveň přijal jméno Temple-Grenville.
Zlomem v jeho kariéře byl rok 1754, kdy se jeho sestra Hester (1720-1803) provdala za Williama Pitta. Spolu s ním pak v roce 1756 vstoupil do vlády vévody z Devonshire, v níž zastával úřad prvního lorda admirality, zároveň se stal členem Tajné rady. Z postu prvního lorda admirality byl odvolán po kritice námořních operací na počátku sedmileté války, na protest proti jeho odvolání odstoupil z funkce ministra vnitra jeho švagr W. Pitt, načež padla celá vláda. Hned v následujícím kabinetu vévody z Newcastle nicméně přijal úřad lorda strážce tajné pečeti (1757-1761). V letech 1758–1763 byl také lordem-místodržitelem v hrabství Buckinghamshire a v roce 1760 obdržel Podvazkový řád.
I po odchodu z vlády patřil k předním osobnostem především z pozice člena Sněmovny lordů, spolu s Pittem ale odmítl účast ve vládě svého mladšího bratra (1763). Později se naopak s bratrem smířil a kritizoval poslední politické kroky W. Pitta. Po bratrově smrti odešel do ústraní (1770). Podle dobových svědectví byl schopnějším politikem než jeho mladší bratr, premiér George Grenville, v kariéře mu ale bránila pověst nevyzpytatelného intrikána.

## Rodina a majetek
Jeho manželkou byla Anne Chambers (1709-1777), která pocházela z rodiny značně zbohatlé v koloniích a do manželství přinesla věno ve výši 350 000 liber. Tyto finance umožnily Richardovi četné úpravy zámku Stowe House v hrabství Buckingham a přilehlého parku. Jeho původním majetkem byl zámek Wotton House (taktéž v Buckinghamshire), dědictví po otci. Jediná dcera Elizabeth zemřela v dětství, dědicem majetku a šlechtických titulů se stal synovec George (1753–1813).